# Miguel
Miguel Jontel Pimentel, mer känd som Miguel, född 23 oktober 1985 i Los Angeles, Kalifornien, är en amerikansk singer-songwriter, musikproducent och skådespelare. Han är kontrakterad för skivbolaget RCA Records och har bland annat vunnit priserna "Bästa samarbete" och "Bästa manliga R&B-artist" på BET Awards. Hans låt "Adorn" vann en Grammy för "Bästa R&B-låt" 2013.

## Diskografi

### Studioalbum
- 2010 - All I Want Is You
- 2012 - Kaleidoscope Dream
- 2015 - Wild Heart